# Aleksandr Nevzorov
Aleksandr Glebovič Nevzorov (in russo Алекса́ндр Гле́бович Невзо́ров?; in ucraino Олександр Глібович Невзоров?, Oleksandr Hlibovyč Nevzorov; Leningrado, 3 agosto 1958) è un politico, regista, giornalista televisivo e blogger russo naturalizzato ucraino membro della Duma di Stato russa dal 1993 al 2007.

## Biografia
Aleksandr Nevzorov è nato il 3 agosto 1958 a Leningrado,, oggi San Pietroburgo, all'epoca Unione Sovietica. Sua madre era Galina Georgievna Nevzorova (1936-2001), giornalista del quotidiano Smena, di origine ebrea e sepolta nel cimitero ebraico Preobraženskij di San Pietroburgo. Secondo i resoconti dei media e come risulta dal patronimico, il padre di Nevzorov era il famoso artista di Leningrado degli anni Sessanta Gleb Bogomolov (1933-2016), che non ha mantenuto rapporti con suo figlio. Sulla stampa, Nevzorov afferma di non aver mai visto suo padre e sostiene la leggenda secondo cui suo padre è un indiano nordamericano del popolo Comanche.
Nel 1975 consegue il diploma di maturità classica con uno studio approfondito della lingua francese. Ha quindi studiato presso la Facoltà di Filologia dell'Università Statale di Leningrado, ma non si è laureato. Non ha fatto il servizio militare perché considerato un hippie.
Fu cresciuto come ortodosso. Dal 1984 era corista nel coro della chiesa, dove andava perché “capiva il solfeggio e aveva una bella voce, inoltre poi pagavano molto”. Ha studiato anche al Seminario teologico di Mosca, ma è stato espulso al 4º anno. Una volta diventato ateo, sosteneva di non aver fatto carriera ecclesiastica perché aveva un orientamento sessuale “normale”.
Ha cambiato molte attività. Ha lavorato come assistente infermiere, segretario letterario, addestratore di cavalli in una fattoria collettiva e ha fatto lo stuntman. Ha iniziato a lavorare per la televisione di Leningrado nel 1985. Dal dicembre 1987 al 1993 ha condotto il programma "600 secondi" sul canale televisivo di Leningrado, trasmesso poi in tutta l'Unione Sovietica. Nel 1989, il quotidiano Nevsky Prospekt pubblicò un calendario intitolato "I più famosi abitanti di Leningrado del mondo", che utilizzava una foto di Nevzorov come copertina.
Il 12 dicembre 1990 fu colpito e ferito da tre colpi di pistola durante un incontro con qualcuno che fingeva di avere documenti sensibili da offrire. Alla fine del 1991 il suo programma fu sospeso due volte e in seguito perse gradualmente la sua popolarità.
Durante il tentativo di colpo di Stato del 1991, Nevzorov ha sostenuto il "Comitato di Stato sullo stato di emergenza", l'organo dei golpisti. Nevzorov formò il movimento Naši (da non confondere con il successivo movimento giovanile pro-Putin con lo stesso nome). La trasmissione è stata chiusa all'indomani della vittoria di El'cin nel Soviet Supremo russo con Nevzorov che aveva sostenuto la parte anti-El'cin.
Nevzorov ha lavorato come reporter nelle guerre jugoslave e nella guerra in Transnistria nel 1992-1993.

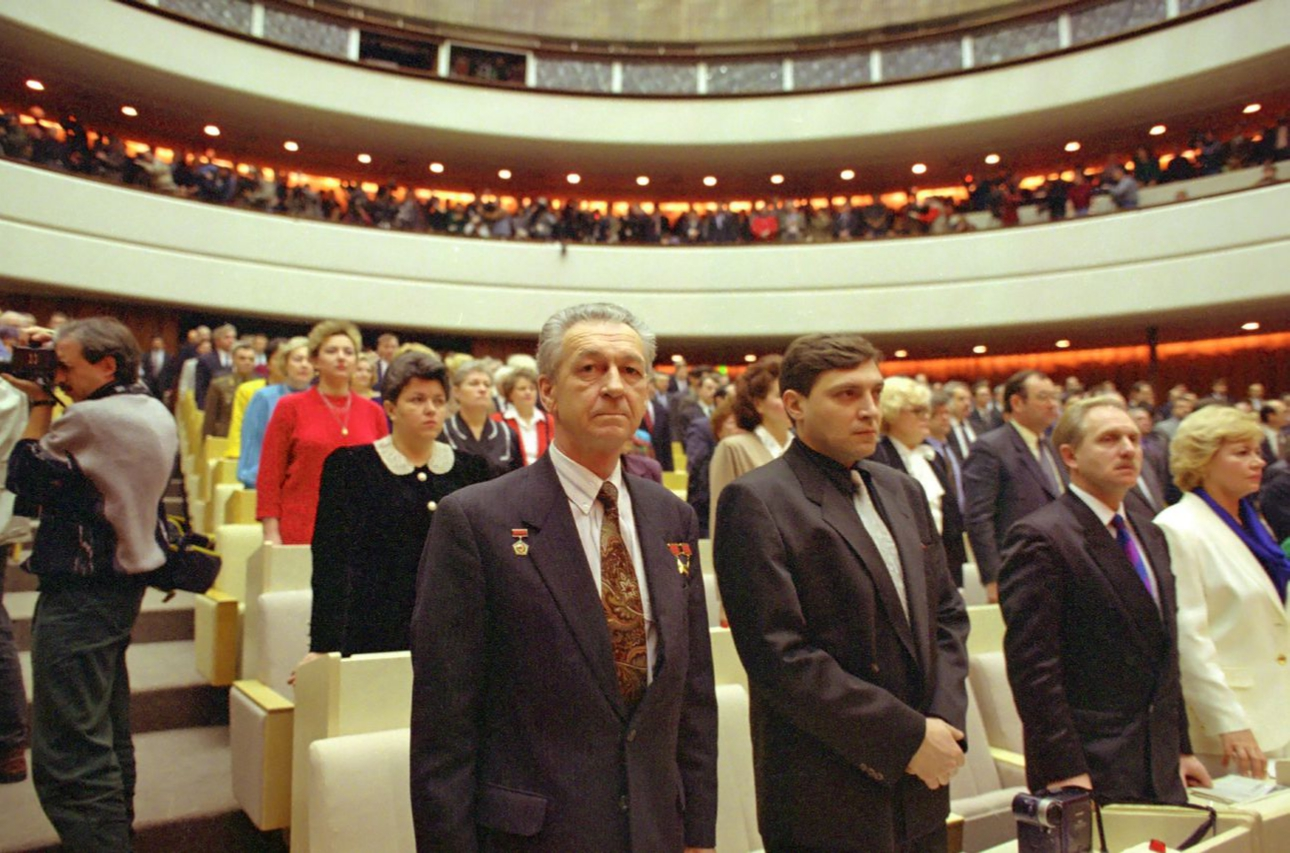
Nevzorov deputato della Duma nel 1994

Nella campagna elettorale del 1993, Nevzorov è stato eletto per la prima volta deputato alla Duma di Stato della Federazione Russa, dopodiché è stato rieletto tre volte deputato indipendente, rimanendo in carica fino alle elezioni del 2007, quando i seggi del collegio unico furono aboliti.
È stato consigliere per film, TV e radio di Vladimir Jakovlev durante il mandato di quest'ultimo come sindaco di San Pietroburgo.
Nel 1994 Nevzorov era un sostenitore dell'inizio della prima guerra cecena.  Nel 1997 ha scritto e diretto il film per la TV Čistilišče ("Purgatorio") sulla guerra cecena, coprodotto con Boris Abramovič Berezovskij e distribuito nel marzo 1998. Mentre la guerra cecena si trascinava, le sue opinioni cambiarono e lui divenne scettico nei confronti dell'imperialismo russo. Si è pentito delle sue passate posizioni nazionaliste e nel 2015 ha detto del suo coinvolgimento in "Naši":
Nel 2003 Nevzorov ha collaborato con il canale televisivo ORT e spesso è apparso come commentatore politico nel telegiornale del sabato sera di Sergej Dorenko.
Nel 2012, Nevzorov ha sostenuto Vladimir Putin durante la sua campagna presidenziale ed è stato il suo rappresentante autorizzato. Nel 2014, tuttavia, Nevzorov si oppose all'annessione russa della Crimea.
In un video pubblicato su YouTube l'11 aprile 2021, Nevzorov ha predetto che una possibile invasione russa dell'Ucraina sarebbe finita in tragedia e umiliazione per la Russia. Ha anche predetto una feroce resistenza ucraina.
Il 22 marzo 2022, dopo l'invasione dell'Ucraina Nevzorov è stato accusato ai sensi della legge russa sulle "false informazioni contro l'esercito" dopo aver pubblicato informazioni secondo cui le forze russe avevano bombardato un ospedale di maternità a Mariupol' e aver denunciato anche il massacro di Buča. In base a una nuova legge approvata il 4 marzo, rischiava fino a 15 anni di carcere. Nevzorov ha affermato che "il regime di Vladimir Putin non risparmierà nessuno e che qualsiasi tentativo di comprendere la guerra criminale [in Ucraina] finirà in prigione", ed "essere sani di mente, in Russia, è tradimento della Patria". La moglie di Nevzorov, Lidija, ha dichiarato sui social media che suo marito era in Israele.
Il 22 aprile 2022 Nevzorov è stato aggiunto all'elenco delle persone che agiscono come "agenti stranieri" e dal 2025 è stato inserito dalla Russia in una lista di "estremisti e terroristi" assieme ad altri oppositori di alto livello. Tutta la sua famiglia è inserita nelle liste per estremismo ed è stato condannato in contumacia nel 2023 a 8 anni di reclusione per "false informazioni militari" secondo la legge di censura del 2022. In risposta Nevzorov ha dichiarato che "tra 8 anni la Russia non esisterà più".

Nel giugno 2022, Nevzorov e sua moglie Lidija hanno presentato domanda al Ministero degli Affari Esteri dell'Ucraina per la cittadinanza ucraina. Il 3 giugno, Nevzorov e il Servizio statale per la migrazione dell'Ucraina hanno confermato che Nevzorov e sua moglie avevano ricevuto la cittadinanza ucraina. Il 6 giugno, il segretario del Consiglio per la sicurezza e la difesa nazionale dell'Ucraina, Oleksij Danilov, ha dichiarato che Nevzorov non aveva ancora la cittadinanza, ma che ne aveva solo fatto richiesta. Dal canto suo ha dichiarato che la cittadinanza gli è stata offerta dal presidente ucraino Volodymyr Zelensky, non senza polemiche in Ucraina. In seguito ha in effetti ricevuto la cittadinanza, ma si è poi trasferito in Italia per motivi di sicurezza sotto la protezione dell'Interpol. Ha dichiarato, riguardo al futuro della Russia e dell'Italia: 

## Vita privata
Si è sposato tre volte. La prima volta con Natal'ja Nikolaevna Nevzorova, ricercatrice presso il Dipartimento dei manoscritti della Biblioteca nazionale russa. Nevzorov l'ha incontrata nel coro della chiesa. Dal suo primo matrimonio ha una figlia, Polina, che è sposata con l'attore Sergej Gorobčenko.
Si è quindi sposato con Aleksandra Evgen'evna Jakovleva (1957-2022), attrice e regista. La terza volta si è sposato con Lidija Alekseevna Nevzorova (nata Kolesnikova il 29 marzo 1973), artista e ippologa.
Il 10 febbraio 2007, la coppia ha avuto un figlio, Aleksandr.